# Gibó argentat
El gibó argentat (Hylobates moloch) és una espècie de primat hominoïdeu de la família dels gibons (Hylobatidae). És una de les espècies de primat en major perill d'extinció. Endèmic de l'illa de Java, les seves últimes poblacions habiten en escassos reductes en una de les illes més densament poblades per l'home en tot el planeta.

## Taxonomia
Alguns experts reconeixen dues subespècies de Hylobates moloch:
- Hylobates moloch moloch, Gibó argentat occidental o Gibó de Java occidental.
- Hylobates moloch pongoalsoni, Gibó argentat oriental o Gibó de Java oriental.

Aquestes dues subespècies no estan reconegudes per la Llista Vermella de la UICN.